# Copa Davis 2018
La Copa Davis 2018 fue la 107.ª edición del torneo de tenis masculino más importante, disputado por diversas naciones. Participaron dieciséis equipos en el Grupo Mundial y más de cien en los diferentes grupos regionales.
El equipo de Croacia se proclamó campeón del mundo venciendo por 3-1 en la final al equipo de Francia. Los partidos de la final se disputaron en el Estadio Pierre-Mauroy, en Villeneuve-d'Ascq (Francia).

## Movilidad entre grupos: 2017 a 2018
| Categoría      | Categoría      | Grupos | Grupos | Grupos | Grupos | Grupos | Grupos | Grupos | Grupos | Grupos | Grupos | Grupos | Grupos | Grupos | Grupos | Grupos | Grupos | Grupos | Grupos |
| -------------- | -------------- | --- | --- | --- | --- | --- | --- | --- | --- | --- | --- | --- | --- | --- | --- | --- | --- | --- | --- |
| 1.º            | 1.º            | Mundial · 16 equipos · \| · Alemania \| · Australia \| · Bélgica \| · Canadá \| \| · Croacia \| · España \| · Estados Unidos \| · Francia \| \| · Gran Bretaña \| · Hungría \| · Italia \| · Japón \| \| · Kazajistán \| · Países Bajos \| · Serbia \| · Suiza \| \| -------------- \| -------------- \| ---------------- \| --------- \| | Mundial · 16 equipos · \| · Alemania \| · Australia \| · Bélgica \| · Canadá \| \| · Croacia \| · España \| · Estados Unidos \| · Francia \| \| · Gran Bretaña \| · Hungría \| · Italia \| · Japón \| \| · Kazajistán \| · Países Bajos \| · Serbia \| · Suiza \| \| -------------- \| -------------- \| ---------------- \| --------- \| | Mundial · 16 equipos · \| · Alemania \| · Australia \| · Bélgica \| · Canadá \| \| · Croacia \| · España \| · Estados Unidos \| · Francia \| \| · Gran Bretaña \| · Hungría \| · Italia \| · Japón \| \| · Kazajistán \| · Países Bajos \| · Serbia \| · Suiza \| \| -------------- \| -------------- \| ---------------- \| --------- \| | Mundial · 16 equipos · \| · Alemania \| · Australia \| · Bélgica \| · Canadá \| \| · Croacia \| · España \| · Estados Unidos \| · Francia \| \| · Gran Bretaña \| · Hungría \| · Italia \| · Japón \| \| · Kazajistán \| · Países Bajos \| · Serbia \| · Suiza \| \| -------------- \| -------------- \| ---------------- \| --------- \| | Mundial · 16 equipos · \| · Alemania \| · Australia \| · Bélgica \| · Canadá \| \| · Croacia \| · España \| · Estados Unidos \| · Francia \| \| · Gran Bretaña \| · Hungría \| · Italia \| · Japón \| \| · Kazajistán \| · Países Bajos \| · Serbia \| · Suiza \| \| -------------- \| -------------- \| ---------------- \| --------- \| | Mundial · 16 equipos · \| · Alemania \| · Australia \| · Bélgica \| · Canadá \| \| · Croacia \| · España \| · Estados Unidos \| · Francia \| \| · Gran Bretaña \| · Hungría \| · Italia \| · Japón \| \| · Kazajistán \| · Países Bajos \| · Serbia \| · Suiza \| \| -------------- \| -------------- \| ---------------- \| --------- \| | Mundial · 16 equipos · \| · Alemania \| · Australia \| · Bélgica \| · Canadá \| \| · Croacia \| · España \| · Estados Unidos \| · Francia \| \| · Gran Bretaña \| · Hungría \| · Italia \| · Japón \| \| · Kazajistán \| · Países Bajos \| · Serbia \| · Suiza \| \| -------------- \| -------------- \| ---------------- \| --------- \| | Mundial · 16 equipos · \| · Alemania \| · Australia \| · Bélgica \| · Canadá \| \| · Croacia \| · España \| · Estados Unidos \| · Francia \| \| · Gran Bretaña \| · Hungría \| · Italia \| · Japón \| \| · Kazajistán \| · Países Bajos \| · Serbia \| · Suiza \| \| -------------- \| -------------- \| ---------------- \| --------- \| | Mundial · 16 equipos · \| · Alemania \| · Australia \| · Bélgica \| · Canadá \| \| · Croacia \| · España \| · Estados Unidos \| · Francia \| \| · Gran Bretaña \| · Hungría \| · Italia \| · Japón \| \| · Kazajistán \| · Países Bajos \| · Serbia \| · Suiza \| \| -------------- \| -------------- \| ---------------- \| --------- \| | Mundial · 16 equipos · \| · Alemania \| · Australia \| · Bélgica \| · Canadá \| \| · Croacia \| · España \| · Estados Unidos \| · Francia \| \| · Gran Bretaña \| · Hungría \| · Italia \| · Japón \| \| · Kazajistán \| · Países Bajos \| · Serbia \| · Suiza \| \| -------------- \| -------------- \| ---------------- \| --------- \| | Mundial · 16 equipos · \| · Alemania \| · Australia \| · Bélgica \| · Canadá \| \| · Croacia \| · España \| · Estados Unidos \| · Francia \| \| · Gran Bretaña \| · Hungría \| · Italia \| · Japón \| \| · Kazajistán \| · Países Bajos \| · Serbia \| · Suiza \| \| -------------- \| -------------- \| ---------------- \| --------- \| | Mundial · 16 equipos · \| · Alemania \| · Australia \| · Bélgica \| · Canadá \| \| · Croacia \| · España \| · Estados Unidos \| · Francia \| \| · Gran Bretaña \| · Hungría \| · Italia \| · Japón \| \| · Kazajistán \| · Países Bajos \| · Serbia \| · Suiza \| \| -------------- \| -------------- \| ---------------- \| --------- \| | Mundial · 16 equipos · \| · Alemania \| · Australia \| · Bélgica \| · Canadá \| \| · Croacia \| · España \| · Estados Unidos \| · Francia \| \| · Gran Bretaña \| · Hungría \| · Italia \| · Japón \| \| · Kazajistán \| · Países Bajos \| · Serbia \| · Suiza \| \| -------------- \| -------------- \| ---------------- \| --------- \| | Mundial · 16 equipos · \| · Alemania \| · Australia \| · Bélgica \| · Canadá \| \| · Croacia \| · España \| · Estados Unidos \| · Francia \| \| · Gran Bretaña \| · Hungría \| · Italia \| · Japón \| \| · Kazajistán \| · Países Bajos \| · Serbia \| · Suiza \| \| -------------- \| -------------- \| ---------------- \| --------- \| | Mundial · 16 equipos · \| · Alemania \| · Australia \| · Bélgica \| · Canadá \| \| · Croacia \| · España \| · Estados Unidos \| · Francia \| \| · Gran Bretaña \| · Hungría \| · Italia \| · Japón \| \| · Kazajistán \| · Países Bajos \| · Serbia \| · Suiza \| \| -------------- \| -------------- \| ---------------- \| --------- \| | Mundial · 16 equipos · \| · Alemania \| · Australia \| · Bélgica \| · Canadá \| \| · Croacia \| · España \| · Estados Unidos \| · Francia \| \| · Gran Bretaña \| · Hungría \| · Italia \| · Japón \| \| · Kazajistán \| · Países Bajos \| · Serbia \| · Suiza \| \| -------------- \| -------------- \| ---------------- \| --------- \| | Mundial · 16 equipos · \| · Alemania \| · Australia \| · Bélgica \| · Canadá \| \| · Croacia \| · España \| · Estados Unidos \| · Francia \| \| · Gran Bretaña \| · Hungría \| · Italia \| · Japón \| \| · Kazajistán \| · Países Bajos \| · Serbia \| · Suiza \| \| -------------- \| -------------- \| ---------------- \| --------- \| | Mundial · 16 equipos · \| · Alemania \| · Australia \| · Bélgica \| · Canadá \| \| · Croacia \| · España \| · Estados Unidos \| · Francia \| \| · Gran Bretaña \| · Hungría \| · Italia \| · Japón \| \| · Kazajistán \| · Países Bajos \| · Serbia \| · Suiza \| \| -------------- \| -------------- \| ---------------- \| --------- \| |
| 2.º            | 2.º            | Zona de Europa y África 1 · 11 equipos · Austria · Bielorrusia · Bosnia y Herzegovina · Eslovaquia · Israel · Portugal · Rep. Checa · Rusia · Sudáfrica · Suecia · Ucrania · | Zona de Europa y África 1 · 11 equipos · Austria · Bielorrusia · Bosnia y Herzegovina · Eslovaquia · Israel · Portugal · Rep. Checa · Rusia · Sudáfrica · Suecia · Ucrania · | Zona de Europa y África 1 · 11 equipos · Austria · Bielorrusia · Bosnia y Herzegovina · Eslovaquia · Israel · Portugal · Rep. Checa · Rusia · Sudáfrica · Suecia · Ucrania · | Zona de Europa y África 1 · 11 equipos · Austria · Bielorrusia · Bosnia y Herzegovina · Eslovaquia · Israel · Portugal · Rep. Checa · Rusia · Sudáfrica · Suecia · Ucrania · | Zona de Europa y África 1 · 11 equipos · Austria · Bielorrusia · Bosnia y Herzegovina · Eslovaquia · Israel · Portugal · Rep. Checa · Rusia · Sudáfrica · Suecia · Ucrania · | Zona de Europa y África 1 · 11 equipos · Austria · Bielorrusia · Bosnia y Herzegovina · Eslovaquia · Israel · Portugal · Rep. Checa · Rusia · Sudáfrica · Suecia · Ucrania · | Zona de Europa y África 1 · 11 equipos · Austria · Bielorrusia · Bosnia y Herzegovina · Eslovaquia · Israel · Portugal · Rep. Checa · Rusia · Sudáfrica · Suecia · Ucrania · | Zona de Europa y África 1 · 11 equipos · Austria · Bielorrusia · Bosnia y Herzegovina · Eslovaquia · Israel · Portugal · Rep. Checa · Rusia · Sudáfrica · Suecia · Ucrania · | Zona de Europa y África 1 · 11 equipos · Austria · Bielorrusia · Bosnia y Herzegovina · Eslovaquia · Israel · Portugal · Rep. Checa · Rusia · Sudáfrica · Suecia · Ucrania · | Zona de Asia y Oceanía 1 · 6 equipos · China · Corea del Sur · India · Pakistán · Nueva Zelanda · Uzbekistán | Zona de América 1 · 7 equipos · Argentina · Barbados · Brasil · Chile · Colombia · Ecuador · Rep. Dominicana · | | | | | | | |
| 3.º            | 3.º            | Zona de Europa y África 2 · 16 equipos · Dinamarca · Egipto · Eslovenia · Estonia · Finlandia · Georgia · Irlanda · Lituania · Luxemburgo · Marruecos · Noruega · Polonia · Rumania · Túnez · Turquía · Zimbabue · | Zona de Europa y África 2 · 16 equipos · Dinamarca · Egipto · Eslovenia · Estonia · Finlandia · Georgia · Irlanda · Lituania · Luxemburgo · Marruecos · Noruega · Polonia · Rumania · Túnez · Turquía · Zimbabue · | Zona de Europa y África 2 · 16 equipos · Dinamarca · Egipto · Eslovenia · Estonia · Finlandia · Georgia · Irlanda · Lituania · Luxemburgo · Marruecos · Noruega · Polonia · Rumania · Túnez · Turquía · Zimbabue · | Zona de Europa y África 2 · 16 equipos · Dinamarca · Egipto · Eslovenia · Estonia · Finlandia · Georgia · Irlanda · Lituania · Luxemburgo · Marruecos · Noruega · Polonia · Rumania · Túnez · Turquía · Zimbabue · | Zona de Europa y África 2 · 16 equipos · Dinamarca · Egipto · Eslovenia · Estonia · Finlandia · Georgia · Irlanda · Lituania · Luxemburgo · Marruecos · Noruega · Polonia · Rumania · Túnez · Turquía · Zimbabue · | Zona de Europa y África 2 · 16 equipos · Dinamarca · Egipto · Eslovenia · Estonia · Finlandia · Georgia · Irlanda · Lituania · Luxemburgo · Marruecos · Noruega · Polonia · Rumania · Túnez · Turquía · Zimbabue · | Zona de Europa y África 2 · 16 equipos · Dinamarca · Egipto · Eslovenia · Estonia · Finlandia · Georgia · Irlanda · Lituania · Luxemburgo · Marruecos · Noruega · Polonia · Rumania · Túnez · Turquía · Zimbabue · | Zona de Europa y África 2 · 16 equipos · Dinamarca · Egipto · Eslovenia · Estonia · Finlandia · Georgia · Irlanda · Lituania · Luxemburgo · Marruecos · Noruega · Polonia · Rumania · Túnez · Turquía · Zimbabue · | Zona de Europa y África 2 · 16 equipos · Dinamarca · Egipto · Eslovenia · Estonia · Finlandia · Georgia · Irlanda · Lituania · Luxemburgo · Marruecos · Noruega · Polonia · Rumania · Túnez · Turquía · Zimbabue · | Zona de Asia y Oceanía 2 · 8 equipos · China Taipéi · Filipinas · Hong Kong · Indonesia · Irán · Líbano · Sri Lanka · Tailandia · | Zona de América 2 · 8 equipos · Bolivia · El Salvador · Guatemala · México · Perú · Puerto Rico · Uruguay · Venezuela · | | | | | | | |
| 4.º            | 4.º            | Zona de Europa 3 · 16 equipos · Albania · Andorra · Armenia · Bulgaria · Chipre · Grecia · Islandia · Kosovo · Letonia · Liechtenstein · Macedonia · Malta · Moldavia · Mónaco · Montenegro · San Marino · | Zona de Europa 3 · 16 equipos · Albania · Andorra · Armenia · Bulgaria · Chipre · Grecia · Islandia · Kosovo · Letonia · Liechtenstein · Macedonia · Malta · Moldavia · Mónaco · Montenegro · San Marino · | Zona de Europa 3 · 16 equipos · Albania · Andorra · Armenia · Bulgaria · Chipre · Grecia · Islandia · Kosovo · Letonia · Liechtenstein · Macedonia · Malta · Moldavia · Mónaco · Montenegro · San Marino · | Zona de Europa 3 · 16 equipos · Albania · Andorra · Armenia · Bulgaria · Chipre · Grecia · Islandia · Kosovo · Letonia · Liechtenstein · Macedonia · Malta · Moldavia · Mónaco · Montenegro · San Marino · | Zona de Europa 3 · 16 equipos · Albania · Andorra · Armenia · Bulgaria · Chipre · Grecia · Islandia · Kosovo · Letonia · Liechtenstein · Macedonia · Malta · Moldavia · Mónaco · Montenegro · San Marino · | Zona de África 3 · 14 equipos · Angola · Argelia · Benín · Botsuana · Camerún · Ghana · Kenia · Libia · Madagascar · Mozambique · Namibia · Nigeria · Ruanda · Uganda · | Zona de África 3 · 14 equipos · Angola · Argelia · Benín · Botsuana · Camerún · Ghana · Kenia · Libia · Madagascar · Mozambique · Namibia · Nigeria · Ruanda · Uganda · | Zona de África 3 · 14 equipos · Angola · Argelia · Benín · Botsuana · Camerún · Ghana · Kenia · Libia · Madagascar · Mozambique · Namibia · Nigeria · Ruanda · Uganda · | Zona de África 3 · 14 equipos · Angola · Argelia · Benín · Botsuana · Camerún · Ghana · Kenia · Libia · Madagascar · Mozambique · Namibia · Nigeria · Ruanda · Uganda · | Zona de Asia y Oceanía 3 · 12 equipos · Arabia Saudita · Camboya · Catar · Islas del Pacífico · Jordania · Kuwait · Malasia · Siria · Vietnam · | Zona de América 3 · 10 equipos · Antigua y Barbuda · Bahamas · Bermudas · Costa Rica · Cuba · Honduras · Jamaica · Panamá · Paraguay · Trinidad y Tobago · | | | | | | | |
| 5.º            | 5.º            | | | | | | | | | | Zona de Asia y Oceanía 4 · 12 equipos · Bangladés · Baréin · Birmania · Emiratos Árabes Unidos · Guam · Irak · Kirguistán · Mongolia · Omán · Singapur · Tayikistán · Turkmenistán · | | | | | | | | |
| · Alemania     | · Australia    | · Bélgica | · Canadá | | | | | | | | | | | | | | | | |
| · Croacia      | · España       | · Estados Unidos | · Francia | | | | | | | | | | | | | | | | |
| · Gran Bretaña | · Hungría      | · Italia | · Japón | | | | | | | | | | | | | | | | |
| · Kazajistán   | · Países Bajos | · Serbia | · Suiza | | | | | | | | | | | | | | | | |

## Grupo Mundial
El Grupo Mundial es el nivel que exige el más alto rendimiento. En esta edición, participan los equipos que alcanzaron los cuartos de final de la edición anterior y los ganadores de las repescas entre los perdedores de los octavos de final en 2017 y los ganadores de los diferentes grupos regionales.
Asimismo, los perdedores de la primera ronda jugarán las repescas para el Grupo Mundial del 2019, y a los equipos ganadores que accedan a los cuartos de final se les garantiza un lugar para el mismo.

### Cambios
Para esta temporada se aplicarán algunos cambios con respecto a años anteriores con relación a la formación de los equipos y la forma de disputarse los partidos con la eliminatoria decidida.
- Los equipos podrán contar con una formación de cinco jugadores.
- En cuanto a los partidos con eliminatoria decidida:
  - No se jugará el quinto partido si la eliminatoria se decide en el cuarto partido.
  - Si la eliminatoria se encuentra 3-0 solo se jugará el cuarto partido al mejor de tres sets.

### Equipos participantes
No hay equipos latinoamericanos, lo que no ocurría desde 1995.
| Equipos participantes en el Grupo Mundial de 2018 | Equipos participantes en el Grupo Mundial de 2018 | Equipos participantes en el Grupo Mundial de 2018 | Equipos participantes en el Grupo Mundial de 2018 | Equipos participantes en el Grupo Mundial de 2018 | Equipos participantes en el Grupo Mundial de 2018 | Equipos participantes en el Grupo Mundial de 2018 | Equipos participantes en el Grupo Mundial de 2018 |
| Francia                                           | Bélgica                                           | Gran Bretaña                                      | Croacia                                           | Suiza                                             | Australia                                         | Serbia                                            | Italia                                            |
| Alemania                                          | Canadá                                            | España                                            | Estados Unidos                                    | Hungría                                           | Japón                                             | Kazajistán                                        | Países Bajos                                      |
| ------------------------------------------------- | ------------------------------------------------- | ------------------------------------------------- | ------------------------------------------------- | ------------------------------------------------- | ------------------------------------------------- | ------------------------------------------------- | ------------------------------------------------- |

### Sorteo
- El sorteo del Grupo Mundial para la Copa Davis 2018, se celebró en la ciudad de Londres, Reino Unido, el 20 de septiembre de 2017, a las 15:00 hora local (14:00 GMT).[2][3]

Cabezas de serie
| 1. Francia 2. Bélgica 3. Gran Bretaña 4. Croacia | 1. Suiza 2. Australia 3. Serbia 4. Italia |

### Eliminatorias
|  | Octavos de final | Octavos de final | Octavos de final |                |         | Cuartos de final | Cuartos de final | Cuartos de final |   |   | Semifinales         | Semifinales         | Semifinales         |   |  | Final              | Final              | Final              |  |
|  | 2-4 de febrero   | 2-4 de febrero   | 2-4 de febrero   |                |         | 6-8 de abril     | 6-8 de abril     | 6-8 de abril     |   |   | 14-16 de septiembre | 14-16 de septiembre | 14-16 de septiembre |   |  | 23-25 de noviembre | 23-25 de noviembre | 23-25 de noviembre |  |
|  |                  |                  |                  |                |         |                  |                  |                  |   |   |                     |                     |                     |   |  |                    |                    |                    |  |
|  |                  |                  |                  |                |         |                  |                  |                  |   |   |                     |                     |                     |   |  |                    |                    |                    |  |
|  | 1                | Francia          | 3                |                |         |                  |                  |                  |   |   |                     |                     |                     |   |  |                    |                    |                    |  |
|  | 1                | Francia          | 3                |                |         |                  |                  |                  |   |   |                     |                     |                     |   |  |                    |                    |                    |  |
|  |                  | Países Bajos     | 1                |                |         |                  |                  |                  |   |   |                     |                     |                     |   |  |                    |                    |                    |  |
|  |                  | Países Bajos     | 1                | 1              | Francia | 3                |                  |                  |   |   |                     |                     |                     |   |  |                    |                    |                    |  |
|  |                  |                  |                  | 1              | Francia | 3                |                  |                  |   |   |                     |                     |                     |   |  |                    |                    |                    |  |
|  |                  |                  | 8                | Italia         | 1       |                  |                  |                  |   |   |                     |                     |                     |   |  |                    |                    |                    |  |
|  | 8                | Italia           | 8                | Italia         | 1       | 3                |                  |                  |   |   |                     |                     |                     |   |  |                    |                    |                    |  |
|  | 8                | Italia           |                  |                |         |                  |                  |                  |   |   |                     |                     |                     |   |  |                    |                    |                    |  |
|  |                  | Japón            | 1                |                |         |                  |                  |                  |   |   |                     |                     |                     |   |  |                    |                    |                    |  |
|  |                  |                  |                  |                |         |                  | 1                | Francia          | 3 |   |                     |                     |                     |   |  |                    |                    |                    |  |
|  |                  |                  |                  |                |         |                  |                  |                  | 3 |   |                     |                     |                     |   |  |                    |                    |                    |  |
|  |                  |                  |                  | España         | 2       |                  |                  |                  |   |   |                     |                     |                     |   |  |                    |                    |                    |  |
|  | 3                | Gran Bretaña     | 1                | España         | 2       |                  |                  |                  |   |   |                     |                     |                     |   |  |                    |                    |                    |  |
|  | 3                | Gran Bretaña     | 1                |                |         |                  |                  |                  |   |   |                     |                     |                     |   |  |                    |                    |                    |  |
|  |                  | España           | 3                |                |         |                  |                  |                  |   |   |                     |                     |                     |   |  |                    |                    |                    |  |
|  |                  | España           | 3                | España         | España  | 3                |                  |                  |   |   |                     |                     |                     |   |  |                    |                    |                    |  |
|  |                  |                  |                  | España         | España  | 3                |                  |                  |   |   |                     |                     |                     |   |  |                    |                    |                    |  |
|  |                  |                  | Alemania         | Alemania       | 2       |                  |                  |                  |   |   |                     |                     |                     |   |  |                    |                    |                    |  |
|  | 6                | Australia        | Alemania         | Alemania       | 2       | 1                |                  |                  |   |   |                     |                     |                     |   |  |                    |                    |                    |  |
|  | 6                | Australia        |                  |                |         |                  |                  |                  |   |   |                     |                     |                     |   |  |                    |                    |                    |  |
|  |                  | Alemania         | 3                |                |         |                  |                  |                  |   |   |                     |                     |                     |   |  |                    |                    |                    |  |
|  |                  |                  |                  |                |         |                  |                  |                  |   |   |                     | 1                   | Francia             | 1 |  |                    |                    |                    |  |
|  |                  |                  |                  |                |         |                  |                  |                  |   |   |                     |                     |                     | 1 |  |                    |                    |                    |  |
|  |                  |                  | 4                | Croacia        | 3       |                  |                  |                  |   |   |                     |                     |                     |   |  |                    |                    |                    |  |
|  |                  | Kazajistán       | 4                | Croacia        | 3       | 4                |                  |                  |   |   |                     |                     |                     |   |  |                    |                    |                    |  |
|  |                  |                  |                  |                |         | 4                |                  |                  |   |   |                     |                     |                     |   |  |                    |                    |                    |  |
|  | 5                | Suiza            | 1                |                |         |                  |                  |                  |   |   |                     |                     |                     |   |  |                    |                    |                    |  |
|  | 5                | Suiza            | 1                |                |         | Kazajistán       | 1                |                  |   |   |                     |                     |                     |   |  |                    |                    |                    |  |
|  |                  |                  |                  |                |         |                  |                  |                  |   |   |                     |                     |                     |   |  |                    |                    |                    |  |
|  |                  |                  | 4                | Croacia        | 3       |                  |                  |                  |   |   |                     |                     |                     |   |  |                    |                    |                    |  |
|  |                  | Canadá           | 4                | Croacia        | 3       | 1                |                  |                  |   |   |                     |                     |                     |   |  |                    |                    |                    |  |
|  |                  |                  |                  |                |         | 1                |                  |                  |   |   |                     |                     |                     |   |  |                    |                    |                    |  |
|  | 4                | Croacia          | 3                |                |         |                  |                  |                  |   |   |                     |                     |                     |   |  |                    |                    |                    |  |
|  | 4                | Croacia          | 3                |                |         |                  |                  |                  |   | 4 | Croacia             | 3                   |                     |   |  |                    |                    |                    |  |
|  |                  |                  |                  |                |         |                  |                  |                  |   | 4 | Croacia             | 3                   |                     |   |  |                    |                    |                    |  |
|  |                  |                  |                  | Estados Unidos | 2       |                  |                  |                  |   |   |                     |                     |                     |   |  |                    |                    |                    |  |
|  |                  | Estados Unidos   | 3                | Estados Unidos | 2       |                  |                  |                  |   |   |                     |                     |                     |   |  |                    |                    |                    |  |
|  |                  |                  |                  |                |         |                  |                  |                  |   |   |                     |                     |                     |   |  |                    |                    |                    |  |
|  | 7                | Serbia           | 1                |                |         |                  |                  |                  |   |   |                     |                     |                     |   |  |                    |                    |                    |  |
|  | 7                | Serbia           | 1                |                |         | Estados Unidos   | 4                |                  |   |   |                     |                     |                     |   |  |                    |                    |                    |  |
|  |                  |                  |                  |                |         |                  |                  |                  |   |   |                     |                     |                     |   |  |                    |                    |                    |  |
|  |                  |                  | 2                | Bélgica        | 0       |                  |                  |                  |   |   |                     |                     |                     |   |  |                    |                    |                    |  |
|  |                  | Hungría          | 2                | Bélgica        | 0       | 2                |                  |                  |   |   |                     |                     |                     |   |  |                    |                    |                    |  |
|  |                  |                  |                  |                |         | 2                |                  |                  |   |   |                     |                     |                     |   |  |                    |                    |                    |  |
|  | 2                | Bélgica          | 3                |                |         |                  |                  |                  |   |   |                     |                     |                     |   |  |                    |                    |                    |  |
|  | 2                | Bélgica          | 3                |                |         |                  |                  |                  |   |   |                     |                     |                     |   |  |                    |                    |                    |  |
|  |                  |                  |                  |                |         |                  |                  |                  |   |   |                     |                     |                     |   |  |                    |                    |                    |  |

- Los perdedores de la primera ronda, jugarán la eliminatoria del grupo mundial (para permanecer o descender), contra los equipos que clasifican de las zonas continentales.
- (n) A la izquierda de cada equipo se indica el número de cabeza de serie.

#### Octavos de final
En la primera columna, el equipo que juega como local.
| | Bandera de Francia          | Francia                               | 3      | 1  | Países Bajos | Bandera de los Países Bajos |   |
| --- | --------------------------- | ------------------------------------- | ------ | -- | ------------ | --------------------------- | - |
| Halle Olympique, Albertville, Francia 2 al 4 de febrero de 2018 (Dura, bajo techo) |                             |                                       |        |    |              |                             |   |
| \| 1 \| \| Adrian Mannarino \| 64 \| 3 \| 3 \| \| \| \| 1 \| \| Thiemo de Bakker \| 7 \| 6 \| 6 \| \| \| \| 2 \| \| Richard Gasquet \| 6 \| 7 \| 3 \| 7 \| \| \| 2 \| \| Robin Haase \| 4 \| 63 \| 6 \| 5 \| \| \| 3 \| \| Pierre-Hugues Herbert / Nicolas Mahut \| 78 \| 6 \| 63 \| 7 \| \| \| 3 \| \| Robin Haase / Jean-Julien Rojer \| 6 \| 3 \| 7 \| 62 \| \| \| 4 \| \| Adrian Mannarino \| 4 \| 7 \| 7 \| 62 \| 7 \| \| 4 \| \| Robin Haase \| 6 \| 65 \| 5 \| 7 \| 5 \| \| 5 \| \| Richard Gasquet \| No \| \| \| \| \| \| 5 \| \| Thiemo de Bakker \| jugado \| \| \| \| \| |                             |                                       |        |    |              |                             |   |
| 1 | Bandera de Francia          | Adrian Mannarino                      | 64     | 3  | 3            |                             |   |
| 1 | Bandera de los Países Bajos | Thiemo de Bakker                      | 7      | 6  | 6            |                             |   |
| 2 | Bandera de Francia          | Richard Gasquet                       | 6      | 7  | 3            | 7                           |   |
| 2 | Bandera de los Países Bajos | Robin Haase                           | 4      | 63 | 6            | 5                           |   |
| 3 | Bandera de Francia          | Pierre-Hugues Herbert / Nicolas Mahut | 78     | 6  | 63           | 7                           |   |
| 3 | Bandera de los Países Bajos | Robin Haase / Jean-Julien Rojer       | 6      | 3  | 7            | 62                          |   |
| 4 | Bandera de Francia          | Adrian Mannarino                      | 4      | 7  | 7            | 62                          | 7 |
| 4 | Bandera de los Países Bajos | Robin Haase                           | 6      | 65 | 5            | 7                           | 5 |
| 5 | Bandera de Francia          | Richard Gasquet                       | No     |    |              |                             |   |
| 5 | Bandera de los Países Bajos | Thiemo de Bakker                      | jugado |    |              |                             |   |

| | Bandera de Japón  | Japón                             | 1      | 3  | Italia | Bandera de Italia |    |
| --- | ----------------- | --------------------------------- | ------ | -- | ------ | ----------------- | -- |
| Morioka Takaya Arena, Morioka, Japón 2 al 4 de febrero de 2018 (Dura, bajo techo) |                   |                                   |        |    |        |                   |    |
| \| 1 \| \| Taro Daniel \| 4 \| 6 \| 6 \| 3 \| 2 \| \| 1 \| \| Fabio Fognini \| 6 \| 3 \| 4 \| 6 \| 6 \| \| 2 \| \| Yūichi Sugita \| 4 \| 6 \| 6 \| 4 \| 7 \| \| 2 \| \| Andreas Seppi \| 6 \| 2 \| 4 \| 6 \| 61 \| \| 3 \| \| Ben McLachlan / Yasutaka Uchiyama \| 5 \| 7 \| 63 \| 5 \| \| \| 3 \| \| Simone Bolelli / Fabio Fognini \| 7 \| 64 \| 7 \| 7 \| \| \| 4 \| \| Yūichi Sugita \| 6 \| 1 \| 6 \| 6 \| 5 \| \| 4 \| \| Fabio Fognini \| 3 \| 6 \| 3 \| 78 \| 7 \| \| 5 \| \| Taro Daniel \| No \| \| \| \| \| \| 5 \| \| Andreas Seppi \| jugado \| \| \| \| \| |                   |                                   |        |    |        |                   |    |
| 1 | Bandera de Japón  | Taro Daniel                       | 4      | 6  | 6      | 3                 | 2  |
| 1 | Bandera de Italia | Fabio Fognini                     | 6      | 3  | 4      | 6                 | 6  |
| 2 | Bandera de Japón  | Yūichi Sugita                     | 4      | 6  | 6      | 4                 | 7  |
| 2 | Bandera de Italia | Andreas Seppi                     | 6      | 2  | 4      | 6                 | 61 |
| 3 | Bandera de Japón  | Ben McLachlan / Yasutaka Uchiyama | 5      | 7  | 63     | 5                 |    |
| 3 | Bandera de Italia | Simone Bolelli / Fabio Fognini    | 7      | 64 | 7      | 7                 |    |
| 4 | Bandera de Japón  | Yūichi Sugita                     | 6      | 1  | 6      | 6                 | 5  |
| 4 | Bandera de Italia | Fabio Fognini                     | 3      | 6  | 3      | 78                | 7  |
| 5 | Bandera de Japón  | Taro Daniel                       | No     |    |        |                   |    |
| 5 | Bandera de Italia | Andreas Seppi                     | jugado |    |        |                   |    |

| | Bandera de España       | España                          | 3      | 1 | Gran Bretaña | Bandera del Reino Unido |   |
| --- | ----------------------- | ------------------------------- | ------ | - | ------------ | ----------------------- | - |
| Club de Tenis Puente Romano, Marbella, España 2 al 4 de febrero de 2018 (Tierra batida) |                         |                                 |        |   |              |                         |   |
| \| 1 \| \| Albert Ramos \| 6 \| 6 \| 78 \| \| \| \| 1 \| \| Liam Broady \| 3 \| 4 \| 6 \| \| \| \| 2 \| \| Roberto Bautista \| 6 \| 6 \| 3 \| 2 \| 2 \| \| 2 \| \| Cameron Norrie \| 4 \| 3 \| 6 \| 6 \| 6 \| \| 3 \| \| Pablo Carreño / Feliciano López \| 6 \| 6 \| 7 \| \| \| \| 3 \| \| Dominic Inglot / Jaime Murray \| 4 \| 4 \| 64 \| \| \| \| 4 \| \| Albert Ramos \| 7 \| 2 \| 7 \| 6 \| \| \| 4 \| \| Cameron Norrie \| 64 \| 6 \| 64 \| 2 \| \| \| 5 \| \| Roberto Bautista \| No \| \| \| \| \| \| 5 \| \| Liam Broady \| jugado \| \| \| \| \| |                         |                                 |        |   |              |                         |   |
| 1 | Bandera de España       | Albert Ramos                    | 6      | 6 | 78           |                         |   |
| 1 | Bandera del Reino Unido | Liam Broady                     | 3      | 4 | 6            |                         |   |
| 2 | Bandera de España       | Roberto Bautista                | 6      | 6 | 3            | 2                       | 2 |
| 2 | Bandera del Reino Unido | Cameron Norrie                  | 4      | 3 | 6            | 6                       | 6 |
| 3 | Bandera de España       | Pablo Carreño / Feliciano López | 6      | 6 | 7            |                         |   |
| 3 | Bandera del Reino Unido | Dominic Inglot / Jaime Murray   | 4      | 4 | 64           |                         |   |
| 4 | Bandera de España       | Albert Ramos                    | 7      | 2 | 7            | 6                       |   |
| 4 | Bandera del Reino Unido | Cameron Norrie                  | 64     | 6 | 64           | 2                       |   |
| 5 | Bandera de España       | Roberto Bautista                | No     |   |              |                         |   |
| 5 | Bandera del Reino Unido | Liam Broady                     | jugado |   |              |                         |   |

| | Bandera de Australia | Australia                     | 1      | 3  | Alemania | Bandera de Alemania |    |
| --- | -------------------- | ----------------------------- | ------ | -- | -------- | ------------------- | -- |
| Pat Rafter Arena, Brisbane, Australia 2 al 4 de febrero de 2018 (Dura) |                      |                               |        |    |          |                     |    |
| \| 1 \| \| Álex de Miñaur \| 5 \| 6 \| 6 \| 3 \| 64 \| \| 1 \| \| Alexander Zverev \| 7 \| 4 \| 4 \| 6 \| 7 \| \| 2 \| \| Nick Kyrgios \| 6 \| 6 \| 6 \| \| \| \| 2 \| \| Jan-Lennard Struff \| 4 \| 4 \| 4 \| \| \| \| 3 \| \| Matthew Ebden / John Peers \| 4 \| 7 \| 2 \| 7 \| 4 \| \| 3 \| \| Tim Pütz / Jan-Lennard Struff \| 6 \| 61 \| 6 \| 64 \| 6 \| \| 4 \| \| Nick Kyrgios \| 2 \| 63 \| 2 \| \| \| \| 4 \| \| Alexander Zverev \| 6 \| 7 \| 6 \| \| \| \| 5 \| \| Álex de Miñaur \| No \| \| \| \| \| \| 5 \| \| Jan-Lennard Struff \| jugado \| \| \| \| \| |                      |                               |        |    |          |                     |    |
| 1 | Bandera de Australia | Álex de Miñaur                | 5      | 6  | 6        | 3                   | 64 |
| 1 | Bandera de Alemania  | Alexander Zverev              | 7      | 4  | 4        | 6                   | 7  |
| 2 | Bandera de Australia | Nick Kyrgios                  | 6      | 6  | 6        |                     |    |
| 2 | Bandera de Alemania  | Jan-Lennard Struff            | 4      | 4  | 4        |                     |    |
| 3 | Bandera de Australia | Matthew Ebden / John Peers    | 4      | 7  | 2        | 7                   | 4  |
| 3 | Bandera de Alemania  | Tim Pütz / Jan-Lennard Struff | 6      | 61 | 6        | 64                  | 6  |
| 4 | Bandera de Australia | Nick Kyrgios                  | 2      | 63 | 2        |                     |    |
| 4 | Bandera de Alemania  | Alexander Zverev              | 6      | 7  | 6        |                     |    |
| 5 | Bandera de Australia | Álex de Miñaur                | No     |    |          |                     |    |
| 5 | Bandera de Alemania  | Jan-Lennard Struff            | jugado |    |          |                     |    |

| | Bandera de Kazajistán | Kazajistán                              | 4  | 1  | Suiza | Bandera de Suiza |   |
| --- | --------------------- | --------------------------------------- | -- | -- | ----- | ---------------- | - |
| National Tennis Centre, Astana, Kazajistán 2 al 4 de febrero de 2018 (Dura, bajo techo) |                       |                                         |    |    |       |                  |   |
| \| 1 \| \| Dmitry Popko \| 6 \| 79 \| 3 \| 7 \| \| \| 1 \| \| Henri Laaksonen \| 2 \| 67 \| 6 \| 5 \| \| \| 2 \| \| Mikhail Kukushkin \| 3 \| 6 \| 6 \| 6 \| \| \| 2 \| \| Adrian Bodmer \| 6 \| 3 \| 2 \| 3 \| \| \| 3 \| \| Timur Khabibulin / Aleksandr Nedovyesov \| 6 \| 6 \| 3 \| 65 \| 6 \| \| 3 \| \| Marc-Andrea Hüsler / Luca Margaroli \| 4 \| 4 \| 6 \| 7 \| 3 \| \| 4 \| \| Roman Khassanov \| 3 \| 1 \| \| \| \| \| 4 \| \| Marc-Andrea Hüsler \| 6 \| 6 \| \| \| \| \| 5 \| \| Dmitry Popko \| 7 \| 1 \| [10] \| \| \| \| 5 \| \| Adrian Bodmer \| 65 \| 6 \| [6] \| \| \| |                       |                                         |    |    |       |                  |   |
| 1 | Bandera de Kazajistán | Dmitry Popko                            | 6  | 79 | 3     | 7                |   |
| 1 | Bandera de Suiza      | Henri Laaksonen                         | 2  | 67 | 6     | 5                |   |
| 2 | Bandera de Kazajistán | Mikhail Kukushkin                       | 3  | 6  | 6     | 6                |   |
| 2 | Bandera de Suiza      | Adrian Bodmer                           | 6  | 3  | 2     | 3                |   |
| 3 | Bandera de Kazajistán | Timur Khabibulin / Aleksandr Nedovyesov | 6  | 6  | 3     | 65               | 6 |
| 3 | Bandera de Suiza      | Marc-Andrea Hüsler / Luca Margaroli     | 4  | 4  | 6     | 7                | 3 |
| 4 | Bandera de Kazajistán | Roman Khassanov                         | 3  | 1  |       |                  |   |
| 4 | Bandera de Suiza      | Marc-Andrea Hüsler                      | 6  | 6  |       |                  |   |
| 5 | Bandera de Kazajistán | Dmitry Popko                            | 7  | 1  | [10]  |                  |   |
| 5 | Bandera de Suiza      | Adrian Bodmer                           | 65 | 6  | [6]   |                  |   |

| | Bandera de Croacia | Croacia                        | 3      | 1 | Canadá | Bandera de Canadá |   |
| --- | ------------------ | ------------------------------ | ------ | - | ------ | ----------------- | - |
| Pabellón Gradski vrt, Osijek, Croacia 2 al 4 de febrero de 2018 (Tierra batida, bajo techo) |                    |                                |        |   |        |                   |   |
| \| 1 \| \| Borna Ćorić \| 3 \| 6 \| 6 \| 6 \| \| \| 1 \| \| Vasek Pospisil \| 6 \| 2 \| 3 \| 2 \| \| \| 2 \| \| Viktor Galović \| 4 \| 4 \| 2 \| \| \| \| 2 \| \| Denis Shapovalov \| 6 \| 6 \| 6 \| \| \| \| 3 \| \| Marin Čilić / Ivan Dodig \| 2 \| 3 \| 6 \| 7 \| 6 \| \| 3 \| \| Daniel Nestor / Vasek Pospisil \| 6 \| 6 \| 4 \| 5 \| 2 \| \| 4 \| \| Borna Ćorić \| 6 \| 6 \| 6 \| \| \| \| 4 \| \| Denis Shapovalov \| 4 \| 4 \| 4 \| \| \| \| 5 \| \| Viktor Galović \| No \| \| \| \| \| \| 5 \| \| Vasek Pospisil \| jugado \| \| \| \| \| |                    |                                |        |   |        |                   |   |
| 1 | Bandera de Croacia | Borna Ćorić                    | 3      | 6 | 6      | 6                 |   |
| 1 | Bandera de Canadá  | Vasek Pospisil                 | 6      | 2 | 3      | 2                 |   |
| 2 | Bandera de Croacia | Viktor Galović                 | 4      | 4 | 2      |                   |   |
| 2 | Bandera de Canadá  | Denis Shapovalov               | 6      | 6 | 6      |                   |   |
| 3 | Bandera de Croacia | Marin Čilić / Ivan Dodig       | 2      | 3 | 6      | 7                 | 6 |
| 3 | Bandera de Canadá  | Daniel Nestor / Vasek Pospisil | 6      | 6 | 4      | 5                 | 2 |
| 4 | Bandera de Croacia | Borna Ćorić                    | 6      | 6 | 6      |                   |   |
| 4 | Bandera de Canadá  | Denis Shapovalov               | 4      | 4 | 4      |                   |   |
| 5 | Bandera de Croacia | Viktor Galović                 | No     |   |        |                   |   |
| 5 | Bandera de Canadá  | Vasek Pospisil                 | jugado |   |        |                   |   |

| | Bandera de Serbia         | Serbia                          | 1      | 3  | Estados Unidos | Bandera de Estados Unidos |    |
| --- | ------------------------- | ------------------------------- | ------ | -- | -------------- | ------------------------- | -- |
| Centro Deportivo Čair, Niš, Serbia 2 al 4 de febrero de 2018 (Tierra batida, bajo techo) |                           |                                 |        |    |                |                           |    |
| \| 1 \| \| Laslo Djere \| 7 \| 2 \| 5 \| 4 \| \| \| 1 \| \| Sam Querrey \| 64 \| 6 \| 7 \| 6 \| \| \| 2 \| \| Dušan Lajović \| 4 \| 79 \| 3 \| 6 \| 64 \| \| 2 \| \| John Isner \| 6 \| 67 \| 6 \| 3 \| 7 \| \| 3 \| \| Nikola Milojević / Miljan Zekić \| 7 \| 2 \| 5 \| 4 \| \| \| 3 \| \| Ryan Harrison / Steve Johnson \| 63 \| 6 \| 7 \| 6 \| \| \| 4 \| \| Pedja Krstin \| 6 \| 7 \| \| \| \| \| 4 \| \| Steve Johnson \| 1 \| 5 \| \| \| \| \| 5 \| \| Laslo Djere \| No \| \| \| \| \| \| 5 \| \| John Isner \| jugado \| \| \| \| \| |                           |                                 |        |    |                |                           |    |
| 1 | Bandera de Serbia         | Laslo Djere                     | 7      | 2  | 5              | 4                         |    |
| 1 | Bandera de Estados Unidos | Sam Querrey                     | 64     | 6  | 7              | 6                         |    |
| 2 | Bandera de Serbia         | Dušan Lajović                   | 4      | 79 | 3              | 6                         | 64 |
| 2 | Bandera de Estados Unidos | John Isner                      | 6      | 67 | 6              | 3                         | 7  |
| 3 | Bandera de Serbia         | Nikola Milojević / Miljan Zekić | 7      | 2  | 5              | 4                         |    |
| 3 | Bandera de Estados Unidos | Ryan Harrison / Steve Johnson   | 63     | 6  | 7              | 6                         |    |
| 4 | Bandera de Serbia         | Pedja Krstin                    | 6      | 7  |                |                           |    |
| 4 | Bandera de Estados Unidos | Steve Johnson                   | 1      | 5  |                |                           |    |
| 5 | Bandera de Serbia         | Laslo Djere                     | No     |    |                |                           |    |
| 5 | Bandera de Estados Unidos | John Isner                      | jugado |    |                |                           |    |

| | Bandera de Bélgica | Bélgica                          | 3 | 2  | Hungría | Bandera de Hungría |   |
| --- | ------------------ | -------------------------------- | - | -- | ------- | ------------------ | - |
| Country Hall, Lieja, Bélgica 2 al 4 de febrero de 2018 (Dura, bajo techo) |                    |                                  |   |    |         |                    |   |
| \| 1 \| \| Ruben Bemelmans \| 6 \| 4 \| 7 \| 6 \| \| \| 1 \| \| Márton Fucsovics \| 4 \| 6 \| 65 \| 3 \| \| \| 2 \| \| David Goffin \| 6 \| 6 \| 6 \| \| \| \| 2 \| \| Attila Balázs \| 4 \| 4 \| 0 \| \| \| \| 3 \| \| Ruben Bemelmans / Joris De Loore \| 3 \| 4 \| 7 \| 6 \| 5 \| \| 3 \| \| Attila Balázs / Márton Fucsovics \| 6 \| 6 \| 62 \| 4 \| 7 \| \| 4 \| \| David Goffin \| 7 \| 6 \| 3 \| 6 \| \| \| 4 \| \| Márton Fucsovics \| 5 \| 4 \| 6 \| 2 \| \| \| 5 \| \| Julien Cagnina \| 3 \| 63 \| \| \| \| \| 5 \| \| Zsombor Piros \| 6 \| 7 \| \| \| \| |                    |                                  |   |    |         |                    |   |
| 1 | Bandera de Bélgica | Ruben Bemelmans                  | 6 | 4  | 7       | 6                  |   |
| 1 | Bandera de Hungría | Márton Fucsovics                 | 4 | 6  | 65      | 3                  |   |
| 2 | Bandera de Bélgica | David Goffin                     | 6 | 6  | 6       |                    |   |
| 2 | Bandera de Hungría | Attila Balázs                    | 4 | 4  | 0       |                    |   |
| 3 | Bandera de Bélgica | Ruben Bemelmans / Joris De Loore | 3 | 4  | 7       | 6                  | 5 |
| 3 | Bandera de Hungría | Attila Balázs / Márton Fucsovics | 6 | 6  | 62      | 4                  | 7 |
| 4 | Bandera de Bélgica | David Goffin                     | 7 | 6  | 3       | 6                  |   |
| 4 | Bandera de Hungría | Márton Fucsovics                 | 5 | 4  | 6       | 2                  |   |
| 5 | Bandera de Bélgica | Julien Cagnina                   | 3 | 63 |         |                    |   |
| 5 | Bandera de Hungría | Zsombor Piros                    | 6 | 7  |         |                    |   |

#### Cuartos de final
En la primera columna, el equipo que juega como local.
| | Bandera de Italia  | Italia                                | 1      | 3 | Francia | Bandera de Francia |   |
| --- | ------------------ | ------------------------------------- | ------ | - | ------- | ------------------ | - |
| Valletta Cambiaso ASD, Génova, Italia 6 al 8 de abril de 2018 (Tierra batida) |                    |                                       |        |   |         |                    |   |
| \| 1 \| \| Andreas Seppi \| 3 \| 2 \| 6 \| 6 \| 1 \| \| 1 \| \| Lucas Pouille \| 6 \| 6 \| 4 \| 3 \| 6 \| \| 2 \| \| Fabio Fognini \| 6 \| 6 \| 6 \| 6 \| \| \| 2 \| \| Jeremy Chardy \| 78 \| 2 \| 2 \| 3 \| \| \| 3 \| \| Simone Bolelli / Fabio Fognini \| 4 \| 3 \| 1 \| \| \| \| 3 \| \| Pierre-Hugues Herbert / Nicolas Mahut \| 6 \| 6 \| 6 \| \| \| \| 4 \| \| Fabio Fognini \| 6 \| 1 \| 63 \| 3 \| \| \| 4 \| \| Lucas Pouille \| 2 \| 6 \| 77 \| 6 \| \| \| 5 \| \| Andreas Seppi \| No \| \| \| \| \| \| 5 \| \| Jeremy Chardy \| jugado \| \| \| \| \| |                    |                                       |        |   |         |                    |   |
| 1 | Bandera de Italia  | Andreas Seppi                         | 3      | 2 | 6       | 6                  | 1 |
| 1 | Bandera de Francia | Lucas Pouille                         | 6      | 6 | 4       | 3                  | 6 |
| 2 | Bandera de Italia  | Fabio Fognini                         | 6      | 6 | 6       | 6                  |   |
| 2 | Bandera de Francia | Jeremy Chardy                         | 78     | 2 | 2       | 3                  |   |
| 3 | Bandera de Italia  | Simone Bolelli / Fabio Fognini        | 4      | 3 | 1       |                    |   |
| 3 | Bandera de Francia | Pierre-Hugues Herbert / Nicolas Mahut | 6      | 6 | 6       |                    |   |
| 4 | Bandera de Italia  | Fabio Fognini                         | 6      | 1 | 63      | 3                  |   |
| 4 | Bandera de Francia | Lucas Pouille                         | 2      | 6 | 77      | 6                  |   |
| 5 | Bandera de Italia  | Andreas Seppi                         | No     |   |         |                    |   |
| 5 | Bandera de Francia | Jeremy Chardy                         | jugado |   |         |                    |   |

| | Bandera de España   | España                         | 3  | 2 | Alemania | Bandera de Alemania |   |
| --- | ------------------- | ------------------------------ | -- | - | -------- | ------------------- | - |
| Plaza de toros, Valencia, España 6 al 8 de abril de 2018 (Tierra batida) |                     |                                |    |   |          |                     |   |
| \| 1 \| \| David Ferrer \| 4 \| 2 \| 2 \| \| \| \| 1 \| \| Alexander Zverev \| 6 \| 6 \| 6 \| \| \| \| 2 \| \| Rafael Nadal \| 6 \| 6 \| 6 \| \| \| \| 2 \| \| Philipp Kohlschreiber \| 2 \| 2 \| 3 \| \| \| \| 3 \| \| Feliciano López / Marc López \| 3 \| 4 \| 6 \| 7 \| 5 \| \| 3 \| \| Jan-Lennard Struff / Tim Puetz \| 6 \| 6 \| 3 \| 64 \| 7 \| \| 4 \| \| Rafael Nadal \| 6 \| 6 \| 6 \| \| \| \| 4 \| \| Alexander Zverev \| 1 \| 4 \| 4 \| \| \| \| 5 \| \| David Ferrer \| 7 \| 3 \| 7 \| 4 \| 7 \| \| 5 \| \| Philipp Kohlschreiber \| 61 \| 6 \| 64 \| 6 \| 5 \| |                     |                                |    |   |          |                     |   |
| 1 | Bandera de España   | David Ferrer                   | 4  | 2 | 2        |                     |   |
| 1 | Bandera de Alemania | Alexander Zverev               | 6  | 6 | 6        |                     |   |
| 2 | Bandera de España   | Rafael Nadal                   | 6  | 6 | 6        |                     |   |
| 2 | Bandera de Alemania | Philipp Kohlschreiber          | 2  | 2 | 3        |                     |   |
| 3 | Bandera de España   | Feliciano López / Marc López   | 3  | 4 | 6        | 7                   | 5 |
| 3 | Bandera de Alemania | Jan-Lennard Struff / Tim Puetz | 6  | 6 | 3        | 64                  | 7 |
| 4 | Bandera de España   | Rafael Nadal                   | 6  | 6 | 6        |                     |   |
| 4 | Bandera de Alemania | Alexander Zverev               | 1  | 4 | 4        |                     |   |
| 5 | Bandera de España   | David Ferrer                   | 7  | 3 | 7        | 4                   | 7 |
| 5 | Bandera de Alemania | Philipp Kohlschreiber          | 61 | 6 | 64       | 6                   | 5 |

| | Bandera de Croacia    | Croacia                                 | 3      | 1  | Kazajistán | Bandera de Kazajistán |  |
| --- | --------------------- | --------------------------------------- | ------ | -- | ---------- | --------------------- |  |
| Varaždin Arena, Varaždin, Croacia 6 al 8 de abril de 2018 (Tierra batida, bajo techo) |                       |                                         |        |    |            |                       |  |
| \| 1 \| \| Marin Čilić \| 6 \| 6 \| 6 \| \| \| \| 1 \| \| Dmitry Popko \| 2 \| 1 \| 2 \| \| \| \| 2 \| \| Borna Ćorić \| 6 \| 65 \| 4 \| 2 \| \| \| 2 \| \| Mikhail Kukushkin \| 3 \| 7 \| 6 \| 6 \| \| \| 3 \| \| Ivan Dodig / Nikola Mektić \| 62 \| 6 \| 6 \| 6 \| \| \| 3 \| \| Timur Khabibulin / Aleksandr Nedoviesov \| 7 \| 4 \| 4 \| 2 \| \| \| 4 \| \| Marin Čilić \| 6 \| 6 \| 6 \| \| \| \| 4 \| \| Mikhail Kukushkin \| 1 \| 1 \| 1 \| \| \| \| 5 \| \| Borna Ćorić \| No \| \| \| \| \| \| 5 \| \| Dmitry Popko \| jugado \| \| \| \| \| |                       |                                         |        |    |            |                       |  |
| 1 | Bandera de Croacia    | Marin Čilić                             | 6      | 6  | 6          |                       |  |
| 1 | Bandera de Kazajistán | Dmitry Popko                            | 2      | 1  | 2          |                       |  |
| 2 | Bandera de Croacia    | Borna Ćorić                             | 6      | 65 | 4          | 2                     |  |
| 2 | Bandera de Kazajistán | Mikhail Kukushkin                       | 3      | 7  | 6          | 6                     |  |
| 3 | Bandera de Croacia    | Ivan Dodig / Nikola Mektić              | 62     | 6  | 6          | 6                     |  |
| 3 | Bandera de Kazajistán | Timur Khabibulin / Aleksandr Nedoviesov | 7      | 4  | 4          | 2                     |  |
| 4 | Bandera de Croacia    | Marin Čilić                             | 6      | 6  | 6          |                       |  |
| 4 | Bandera de Kazajistán | Mikhail Kukushkin                       | 1      | 1  | 1          |                       |  |
| 5 | Bandera de Croacia    | Borna Ćorić                             | No     |    |            |                       |  |
| 5 | Bandera de Kazajistán | Dmitry Popko                            | jugado |    |            |                       |  |

| | Bandera de Estados Unidos | Estados Unidos               | 4      | 0  | Bélgica | Bandera de Bélgica |  |
| --- | ------------------------- | ---------------------------- | ------ | -- | ------- | ------------------ |  |
| Curb Event Center, Nashville, Estados Unidos 6 al 8 de abril de 2018 (Dura, bajo techo) |                           |                              |        |    |         |                    |  |
| \| 1 \| \| John Isner \| 6 \| 64 \| 710 \| 6 \| \| \| 1 \| \| Joris De Loore \| 3 \| 7 \| 68 \| 4 \| \| \| 2 \| \| Sam Querrey \| 6 \| 7 \| 7 \| \| \| \| 2 \| \| Ruben Bemelmans \| 1 \| 65 \| 5 \| \| \| \| 3 \| \| Ryan Harrison / Jack Sock \| 5 \| 7 \| 7 \| 6 \| \| \| 3 \| \| Sander Gille / Joran Vliegen \| 7 \| 61 \| 63 \| 4 \| \| \| 4 \| \| Ryan Harrison \| 6 \| 6 \| \| \| \| \| 4 \| \| Ruben Bemelmans \| 3 \| 4 \| \| \| \| \| 5 \| \| Sam Querrey \| No \| \| \| \| \| \| 5 \| \| Joris De Loore \| jugado \| \| \| \| \| |                           |                              |        |    |         |                    |  |
| 1 | Bandera de Estados Unidos | John Isner                   | 6      | 64 | 710     | 6                  |  |
| 1 | Bandera de Bélgica        | Joris De Loore               | 3      | 7  | 68      | 4                  |  |
| 2 | Bandera de Estados Unidos | Sam Querrey                  | 6      | 7  | 7       |                    |  |
| 2 | Bandera de Bélgica        | Ruben Bemelmans              | 1      | 65 | 5       |                    |  |
| 3 | Bandera de Estados Unidos | Ryan Harrison / Jack Sock    | 5      | 7  | 7       | 6                  |  |
| 3 | Bandera de Bélgica        | Sander Gille / Joran Vliegen | 7      | 61 | 63      | 4                  |  |
| 4 | Bandera de Estados Unidos | Ryan Harrison                | 6      | 6  |         |                    |  |
| 4 | Bandera de Bélgica        | Ruben Bemelmans              | 3      | 4  |         |                    |  |
| 5 | Bandera de Estados Unidos | Sam Querrey                  | No     |    |         |                    |  |
| 5 | Bandera de Bélgica        | Joris De Loore               | jugado |    |         |                    |  |

#### Semifinales
En la primera columna, el equipo que juega como local.
| | Bandera de Francia | Francia                             | 3  | 2  | España | Bandera de España |   |
| --- | ------------------ | ----------------------------------- | -- | -- | ------ | ----------------- | - |
| Estadio Pierre-Mauroy, Lille, Francia 14 al 16 de septiembre de 2018 (Dura, bajo techo) |                    |                                     |    |    |        |                   |   |
| \| 1 \| \| Benoît Paire \| 7 \| 6 \| 6 \| \| \| \| 1 \| \| Pablo Carreño \| 5 \| 1 \| 0 \| \| \| \| 2 \| \| Lucas Pouille \| 3 \| 7 \| 6 \| 2 \| 6 \| \| 2 \| \| Roberto Bautista \| 6 \| 65 \| 4 \| 6 \| 4 \| \| 3 \| \| Julien Benneteau / Nicolas Mahut \| 6 \| 6 \| 79 \| \| \| \| 3 \| \| Marcel Granollers / Feliciano López \| 0 \| 4 \| 67 \| \| \| \| 4 \| \| Richard Gasquet \| 6 \| 4 \| [12] \| \| \| \| 4 \| \| Albert Ramos \| 1 \| 6 \| [14] \| \| \| \| 5 \| \| Nicolas Mahut \| 7 \| 3 \| [11] \| \| \| \| 5 \| \| Marcel Granollers \| 62 \| 6 \| [13] \| \| \| |                    |                                     |    |    |        |                   |   |
| 1 | Bandera de Francia | Benoît Paire                        | 7  | 6  | 6      |                   |   |
| 1 | Bandera de España  | Pablo Carreño                       | 5  | 1  | 0      |                   |   |
| 2 | Bandera de Francia | Lucas Pouille                       | 3  | 7  | 6      | 2                 | 6 |
| 2 | Bandera de España  | Roberto Bautista                    | 6  | 65 | 4      | 6                 | 4 |
| 3 | Bandera de Francia | Julien Benneteau / Nicolas Mahut    | 6  | 6  | 79     |                   |   |
| 3 | Bandera de España  | Marcel Granollers / Feliciano López | 0  | 4  | 67     |                   |   |
| 4 | Bandera de Francia | Richard Gasquet                     | 6  | 4  | [12]   |                   |   |
| 4 | Bandera de España  | Albert Ramos                        | 1  | 6  | [14]   |                   |   |
| 5 | Bandera de Francia | Nicolas Mahut                       | 7  | 3  | [11]   |                   |   |
| 5 | Bandera de España  | Marcel Granollers                   | 62 | 6  | [13]   |                   |   |

| | Bandera de Croacia        | Croacia                    | 3  | 2  | Estados Unidos | Bandera de Estados Unidos |    |
| --- | ------------------------- | -------------------------- | -- | -- | -------------- | ------------------------- | -- |
| Playa Znjan, Split, Croacia 14 al 16 de septiembre de 2018 (Tierra batida) |                           |                            |    |    |                |                           |    |
| \| 1 \| \| Borna Ćorić \| 6 \| 7 \| 6 \| \| \| \| 1 \| \| Steve Johnson \| 4 \| 64 \| 3 \| \| \| \| 2 \| \| Marin Čilić \| 6 \| 6 \| 7 \| \| \| \| 2 \| \| Frances Tiafoe \| 1 \| 3 \| 65 \| \| \| \| 3 \| \| Ivan Dodig / Mate Pavić \| 5 \| 6 \| 6 \| 7 \| 65 \| \| 3 \| \| Mike Bryan / Ryan Harrison \| 7 \| 78 \| 1 \| 65 \| 7 \| \| 4 \| \| Marin Čilić \| 7 \| 6 \| 3 \| 4 \| \| \| 4 \| \| Sam Querrey \| 62 \| 78 \| 6 \| 6 \| \| \| 5 \| \| Borna Ćorić \| 60 \| 6 \| 611 \| 6 \| 6 \| \| 5 \| \| Frances Tiafoe \| 7 \| 1 \| 713 \| 1 \| 3 \| |                           |                            |    |    |                |                           |    |
| 1 | Bandera de Croacia        | Borna Ćorić                | 6  | 7  | 6              |                           |    |
| 1 | Bandera de Estados Unidos | Steve Johnson              | 4  | 64 | 3              |                           |    |
| 2 | Bandera de Croacia        | Marin Čilić                | 6  | 6  | 7              |                           |    |
| 2 | Bandera de Estados Unidos | Frances Tiafoe             | 1  | 3  | 65             |                           |    |
| 3 | Bandera de Croacia        | Ivan Dodig / Mate Pavić    | 5  | 6  | 6              | 7                         | 65 |
| 3 | Bandera de Estados Unidos | Mike Bryan / Ryan Harrison | 7  | 78 | 1              | 65                        | 7  |
| 4 | Bandera de Croacia        | Marin Čilić                | 7  | 6  | 3              | 4                         |    |
| 4 | Bandera de Estados Unidos | Sam Querrey                | 62 | 78 | 6              | 6                         |    |
| 5 | Bandera de Croacia        | Borna Ćorić                | 60 | 6  | 611            | 6                         | 6  |
| 5 | Bandera de Estados Unidos | Frances Tiafoe             | 7  | 1  | 713            | 1                         | 3  |

#### Final
En la primera columna, el equipo que juega como local.
| Estadio Pierre-Mauroy, Lille, Francia 23 al 25 de noviembre de 2018 (Tierra batida, bajo techo) |                    |                                       |        |   |   |    |  |  |
| \| 1 \| \| Jérémy Chardy \| 2 \| 5 \| 4 \| \| \| \| \| 1 \| \| Borna Ćorić \| 6 \| 7 \| 6 \| \| \| \| \| 2 \| \| Jo-Wilfried Tsonga \| 3 \| 5 \| 4 \| \| \| \| \| 2 \| \| Marin Čilić \| 6 \| 7 \| 6 \| \| \| \| \| 3 \| \| Pierre-Hugues Herbert / Nicolas Mahut \| 6 \| 6 \| 3 \| 7 \| \| \| \| 3 \| \| Ivan Dodig / Mate Pavić \| 4 \| 4 \| 6 \| 63 \| \| \| \| 4 \| \| Lucas Pouille \| 63 \| 3 \| 3 \| \| \| \| \| 4 \| \| Marin Čilić \| 7 \| 6 \| 6 \| \| \| \| \| 5 \| \| Jo-Wilfried Tsonga \| No \| \| \| \| \| \| \| 5 \| \| Borna Ćorić \| jugado \| \| \| \| \| \| |                    |                                       |        |   |   |    |  |  |
| 1 | Bandera de Francia | Jérémy Chardy                         | 2      | 5 | 4 |    |  |  |
| 1 | Bandera de Croacia | Borna Ćorić                           | 6      | 7 | 6 |    |  |  |
| 2 | Bandera de Francia | Jo-Wilfried Tsonga                    | 3      | 5 | 4 |    |  |  |
| 2 | Bandera de Croacia | Marin Čilić                           | 6      | 7 | 6 |    |  |  |
| 3 | Bandera de Francia | Pierre-Hugues Herbert / Nicolas Mahut | 6      | 6 | 3 | 7  |  |  |
| 3 | Bandera de Croacia | Ivan Dodig / Mate Pavić               | 4      | 4 | 6 | 63 |  |  |
| 4 | Bandera de Francia | Lucas Pouille                         | 63     | 3 | 3 |    |  |  |
| 4 | Bandera de Croacia | Marin Čilić                           | 7      | 6 | 6 |    |  |  |
| 5 | Bandera de Francia | Jo-Wilfried Tsonga                    | No     |   |   |    |  |  |
| 5 | Bandera de Croacia | Borna Ćorić                           | jugado |   |   |    |  |  |

|                            |
|                            |
| Campeón Croacia 2.º título |

## Repesca clasificatoria
Los ocho equipos perdedores, en los cruces de la primera ronda del Grupo Mundial y los ocho ganadores de los cruces de la ronda final, de su grupo regional del Grupo I, competirán en los play-offs del Grupo Mundial 2019. Los ganadores jugarán el Grupo Mundial 2019; los perdedores jugarán en sus respectivos grupos regionales, según su ubicación geográfica.
Los cruces se disputarán del 14 al 16 de septiembre de 2018.
| | Bandera de Argentina | Argentina                            | 4      | 0  | Colombia | Bandera de Colombia |   |
| --- | -------------------- | ------------------------------------ | ------ | -- | -------- | ------------------- | - |
| Estadio Aldo Cantoni, San Juan, Argentina 14 al 16 de septiembre de 2018 (Tierra batida, bajo techo) |                      |                                      |        |    |          |                     |   |
| \| 1 \| \| Diego Schwartzman \| 6 \| 6 \| 6 \| 6 \| \| \| 1 \| \| Santiago Giraldo \| 3 \| 1 \| 78 \| 1 \| \| \| 2 \| \| Guido Pella \| 3 \| 6 \| 4 \| 6 \| 6 \| \| 2 \| \| Daniel Elahi Galán \| 6 \| 4 \| 6 \| 3 \| 2 \| \| 3 \| \| Horacio Zeballos / Máximo González \| 6 \| 7 \| 64 \| 4 \| 6 \| \| 3 \| \| Alejandro Gómez / Cristian Rodríguez \| 4 \| 63 \| 7 \| 6 \| 4 \| \| 4 \| \| Horacio Zeballos \| 7 \| 6 \| \| \| \| \| 4 \| \| Nicolás Mejía \| 5 \| 2 \| \| \| \| \| 5 \| \| Guido Pella \| No \| \| \| \| \| \| 5 \| \| Santiago Giraldo \| jugado \| \| \| \| \| |                      |                                      |        |    |          |                     |   |
| 1 | Bandera de Argentina | Diego Schwartzman                    | 6      | 6  | 6        | 6                   |   |
| 1 | Bandera de Colombia  | Santiago Giraldo                     | 3      | 1  | 78       | 1                   |   |
| 2 | Bandera de Argentina | Guido Pella                          | 3      | 6  | 4        | 6                   | 6 |
| 2 | Bandera de Colombia  | Daniel Elahi Galán                   | 6      | 4  | 6        | 3                   | 2 |
| 3 | Bandera de Argentina | Horacio Zeballos / Máximo González   | 6      | 7  | 64       | 4                   | 6 |
| 3 | Bandera de Colombia  | Alejandro Gómez / Cristian Rodríguez | 4      | 63 | 7        | 6                   | 4 |
| 4 | Bandera de Argentina | Horacio Zeballos                     | 7      | 6  |          |                     |   |
| 4 | Bandera de Colombia  | Nicolás Mejía                        | 5      | 2  |          |                     |   |
| 5 | Bandera de Argentina | Guido Pella                          | No     |    |          |                     |   |
| 5 | Bandera de Colombia  | Santiago Giraldo                     | jugado |    |          |                     |   |

| | Bandera del Reino Unido | Gran Bretaña                   | 3      | 1   | Uzbekistán | Bandera de Uzbekistán |   |
| --- | ----------------------- | ------------------------------ | ------ | --- | ---------- | --------------------- | - |
| Emirates Arena, Glasgow, Gran Bretaña 14 al 16 de septiembre de 2018 (Dura, bajo techo) |                         |                                |        |     |            |                       |   |
| \| 1 \| \| Daniel Evans \| 7 \| 4 \| 0 \| 6 \| 7 \| \| 1 \| \| Denis Istomin \| 64 \| 6 \| 6 \| 4 \| 5 \| \| 2 \| \| Cameron Norrie \| 6 \| 7 \| 6 \| 2 \| 2 \| \| 2 \| \| Jurabek Karimov \| 0 \| 5 \| 78 \| 6 \| 6 \| \| 3 \| \| Dominic Inglot / Jamie Murray \| 4 \| 710 \| 6 \| 6 \| \| \| 3 \| \| Sanjar Fayziev / Denis Istomin \| 6 \| 68 \| 2 \| 3 \| \| \| 4 \| \| Cameron Norrie \| 6 \| 6 \| 6 \| \| \| \| 4 \| \| Sanjar Fayziev \| 2 \| 2 \| 0 \| \| \| \| 5 \| \| Daniel Evans \| No \| \| \| \| \| \| 5 \| \| Jurabek Karimov \| jugado \| \| \| \| \| |                         |                                |        |     |            |                       |   |
| 1 | Bandera del Reino Unido | Daniel Evans                   | 7      | 4   | 0          | 6                     | 7 |
| 1 | Bandera de Uzbekistán   | Denis Istomin                  | 64     | 6   | 6          | 4                     | 5 |
| 2 | Bandera del Reino Unido | Cameron Norrie                 | 6      | 7   | 6          | 2                     | 2 |
| 2 | Bandera de Uzbekistán   | Jurabek Karimov                | 0      | 5   | 78         | 6                     | 6 |
| 3 | Bandera del Reino Unido | Dominic Inglot / Jamie Murray  | 4      | 710 | 6          | 6                     |   |
| 3 | Bandera de Uzbekistán   | Sanjar Fayziev / Denis Istomin | 6      | 68  | 2          | 3                     |   |
| 4 | Bandera del Reino Unido | Cameron Norrie                 | 6      | 6   | 6          |                       |   |
| 4 | Bandera de Uzbekistán   | Sanjar Fayziev                 | 2      | 2   | 0          |                       |   |
| 5 | Bandera del Reino Unido | Daniel Evans                   | No     |     |            |                       |   |
| 5 | Bandera de Uzbekistán   | Jurabek Karimov                | jugado |     |            |                       |   |

| | Bandera de Austria   | Austria                       | 3      | 1 | Australia | Bandera de Australia |  |
| --- | -------------------- | ----------------------------- | ------ | - | --------- | -------------------- |  |
| Messe Congress Graz, Graz, Austria 14 al 16 de septiembre de 2018 (Tierra batida) |                      |                               |        |   |           |                      |  |
| \| 1 \| \| Dominic Thiem \| 6 \| 6 \| 6 \| \| \| \| 1 \| \| Jordan Thompson \| 1 \| 3 \| 0 \| \| \| \| 2 \| \| Dennis Novak \| 3 \| 6 \| 6 \| 6 \| \| \| 2 \| \| Álex de Miñaur \| 6 \| 2 \| 3 \| 2 \| \| \| 3 \| \| Oliver Marach / Jürgen Melzer \| 1 \| 4 \| 6 \| 5 \| \| \| 3 \| \| Lleyton Hewitt / John Peers \| 6 \| 6 \| 3 \| 7 \| \| \| 4 \| \| Dominic Thiem \| 6 \| 6 \| 3 \| 6 \| \| \| 4 \| \| Álex de Miñaur \| 4 \| 2 \| 6 \| 4 \| \| \| 5 \| \| Dennis Novak \| No \| \| \| \| \| \| 5 \| \| Jordan Thompson \| jugado \| \| \| \| \| |                      |                               |        |   |           |                      |  |
| 1 | Bandera de Austria   | Dominic Thiem                 | 6      | 6 | 6         |                      |  |
| 1 | Bandera de Australia | Jordan Thompson               | 1      | 3 | 0         |                      |  |
| 2 | Bandera de Austria   | Dennis Novak                  | 3      | 6 | 6         | 6                    |  |
| 2 | Bandera de Australia | Álex de Miñaur                | 6      | 2 | 3         | 2                    |  |
| 3 | Bandera de Austria   | Oliver Marach / Jürgen Melzer | 1      | 4 | 6         | 5                    |  |
| 3 | Bandera de Australia | Lleyton Hewitt / John Peers   | 6      | 6 | 3         | 7                    |  |
| 4 | Bandera de Austria   | Dominic Thiem                 | 6      | 6 | 3         | 6                    |  |
| 4 | Bandera de Australia | Álex de Miñaur                | 4      | 2 | 6         | 4                    |  |
| 5 | Bandera de Austria   | Dennis Novak                  | No     |   |           |                      |  |
| 5 | Bandera de Australia | Jordan Thompson               | jugado |   |           |                      |  |

| | Bandera de Suiza  | Suiza                              | 2  | 3 | Suecia | Bandera de Suecia |   |
| --- | ----------------- | ---------------------------------- | -- | - | ------ | ----------------- | - |
| Swiss Tennis Arena, Biel, Suiza 14 al 16 de septiembre de 2018 (Dura, bajo techo) |                   |                                    |    |   |        |                   |   |
| \| 1 \| \| Marc-Andrea Hüsler \| 6 \| 6 \| 4 \| 610 \| 4 \| \| 1 \| \| Markus Eriksson \| 3 \| 4 \| 6 \| 712 \| 6 \| \| 2 \| \| Henri Laaksonen \| 7 \| 6 \| 6 \| \| \| \| 2 \| \| Jonathan Mridha \| 65 \| 2 \| 3 \| \| \| \| 3 \| \| Antoine Bellier / Luca Margaroli \| 2 \| 2 \| 4 \| \| \| \| 3 \| \| Markus Eriksson / Robert Lindstedt \| 6 \| 6 \| 6 \| \| \| \| 4 \| \| Henri Laaksonen \| 6 \| 6 \| 65 \| 6 \| \| \| 4 \| \| Markus Eriksson \| 2 \| 2 \| 7 \| 1 \| \| \| 5 \| \| Sandro Ehrat \| 6 \| 3 \| 4 \| 64 \| \| \| 5 \| \| Jonathan Mridha \| 4 \| 6 \| 6 \| 7 \| \| |                   |                                    |    |   |        |                   |   |
| 1 | Bandera de Suiza  | Marc-Andrea Hüsler                 | 6  | 6 | 4      | 610               | 4 |
| 1 | Bandera de Suecia | Markus Eriksson                    | 3  | 4 | 6      | 712               | 6 |
| 2 | Bandera de Suiza  | Henri Laaksonen                    | 7  | 6 | 6      |                   |   |
| 2 | Bandera de Suecia | Jonathan Mridha                    | 65 | 2 | 3      |                   |   |
| 3 | Bandera de Suiza  | Antoine Bellier / Luca Margaroli   | 2  | 2 | 4      |                   |   |
| 3 | Bandera de Suecia | Markus Eriksson / Robert Lindstedt | 6  | 6 | 6      |                   |   |
| 4 | Bandera de Suiza  | Henri Laaksonen                    | 6  | 6 | 65     | 6                 |   |
| 4 | Bandera de Suecia | Markus Eriksson                    | 2  | 2 | 7      | 1                 |   |
| 5 | Bandera de Suiza  | Sandro Ehrat                       | 6  | 3 | 4      | 64                |   |
| 5 | Bandera de Suecia | Jonathan Mridha                    | 4  | 6 | 6      | 7                 |   |

| | Bandera de Serbia   | Serbia                             | 4      | 0 | India | Bandera de la India |  |
| --- | ------------------- | ---------------------------------- | ------ | - | ----- | ------------------- |  |
| Kraljevo Sports Hall, Kraljevo, Serbia 14 al 16 de septiembre de 2018 (Tierra batida, bajo techo) |                     |                                    |        |   |       |                     |  |
| \| 1 \| \| Laslo Djere \| 3 \| 6 \| 7 \| 6 \| \| \| 1 \| \| Ramkumar Ramanathan \| 6 \| 4 \| 62 \| 2 \| \| \| 2 \| \| Dušan Lajović \| 6 \| 6 \| 6 \| \| \| \| 2 \| \| Prajnesh Gunneswaran \| 4 \| 3 \| 4 \| \| \| \| 3 \| \| Nikola Milojevic / Danilo Petrovic \| 7 \| 6 \| 7 \| \| \| \| 3 \| \| Rohan Bopanna / Saketh Myneni \| 65 \| 2 \| 64 \| \| \| \| 4 \| \| Pedja Krstin \| 6 \| 6 \| \| \| \| \| 4 \| \| N. Sriram Balaji \| 3 \| 1 \| \| \| \| \| 5 \| \| Laslo Djere \| No \| \| \| \| \| \| 5 \| \| Prajnesh Gunneswaran \| jugado \| \| \| \| \| |                     |                                    |        |   |       |                     |  |
| 1 | Bandera de Serbia   | Laslo Djere                        | 3      | 6 | 7     | 6                   |  |
| 1 | Bandera de la India | Ramkumar Ramanathan                | 6      | 4 | 62    | 2                   |  |
| 2 | Bandera de Serbia   | Dušan Lajović                      | 6      | 6 | 6     |                     |  |
| 2 | Bandera de la India | Prajnesh Gunneswaran               | 4      | 3 | 4     |                     |  |
| 3 | Bandera de Serbia   | Nikola Milojevic / Danilo Petrovic | 7      | 6 | 7     |                     |  |
| 3 | Bandera de la India | Rohan Bopanna / Saketh Myneni      | 65     | 2 | 64    |                     |  |
| 4 | Bandera de Serbia   | Pedja Krstin                       | 6      | 6 |       |                     |  |
| 4 | Bandera de la India | N. Sriram Balaji                   | 3      | 1 |       |                     |  |
| 5 | Bandera de Serbia   | Laslo Djere                        | No     |   |       |                     |  |
| 5 | Bandera de la India | Prajnesh Gunneswaran               | jugado |   |       |                     |  |

| | Bandera de Canadá           | Canadá                               | 3  | 1 | Países Bajos | Bandera de los Países Bajos |   |
| --- | --------------------------- | ------------------------------------ | -- | - | ------------ | --------------------------- | - |
| Coca-Cola Coliseum, Toronto, Canadá 14 al 16 de septiembre de 2018 (Dura, bajo techo) |                             |                                      |    |   |              |                             |   |
| \| 1 \| \| Miloš Raonić \| 6 \| 6 \| 6 \| \| \| \| 1 \| \| Thiemo de Bakker \| 3 \| 2 \| 2 \| \| \| \| 2 \| \| Denis Shapovalov \| 3 \| 3 \| 7 \| 6 \| 6 \| \| 2 \| \| Robin Haase \| 6 \| 6 \| 5 \| 3 \| 4 \| \| 3 \| \| Daniel Nestor / Vasek Pospisil \| 6 \| 3 \| 4 \| 4 \| \| \| 3 \| \| Matwé Middelkoop / Jean-Julien Rojer \| 4 \| 6 \| 6 \| 6 \| \| \| 4 \| \| Miloš Raonić \| 7 \| 6 \| 6 \| \| \| \| 4 \| \| Scott Griekspoor \| 64 \| 3 \| 4 \| \| \| \| 5 \| \| Denis Shapovalov \| \| \| \| \| \| \| 5 \| Thiemo de Bakker \| \| \| \| \| \| \| |                             |                                      |    |   |              |                             |   |
| 1 | Bandera de Canadá           | Miloš Raonić                         | 6  | 6 | 6            |                             |   |
| 1 | Bandera de los Países Bajos | Thiemo de Bakker                     | 3  | 2 | 2            |                             |   |
| 2 | Bandera de Canadá           | Denis Shapovalov                     | 3  | 3 | 7            | 6                           | 6 |
| 2 | Bandera de los Países Bajos | Robin Haase                          | 6  | 6 | 5            | 3                           | 4 |
| 3 | Bandera de Canadá           | Daniel Nestor / Vasek Pospisil       | 6  | 3 | 4            | 4                           |   |
| 3 | Bandera de los Países Bajos | Matwé Middelkoop / Jean-Julien Rojer | 4  | 6 | 6            | 6                           |   |
| 4 | Bandera de Canadá           | Miloš Raonić                         | 7  | 6 | 6            |                             |   |
| 4 | Bandera de los Países Bajos | Scott Griekspoor                     | 64 | 3 | 4            |                             |   |
| 5 | Bandera de Canadá           | Denis Shapovalov                     |    |   |              |                             |   |
| 5 | Bandera de los Países Bajos | Thiemo de Bakker                     |    |   |              |                             |   |

| | Bandera de Hungría         | Hungría                    | 2  | 3  | República Checa | Bandera de República Checa |   |
| --- | -------------------------- | -------------------------- | -- | -- | --------------- | -------------------------- | - |
| Lurdy Ház, Budapest, Hungría 14 al 16 de septiembre de 2018 (Tierra batida) |                            |                            |    |    |                 |                            |   |
| \| 1 \| \| Zsombor Piros \| 3 \| 6 \| 4 \| 7 \| 7 \| \| 1 \| \| Jiří Veselý \| 6 \| 4 \| 6 \| 63 \| 5 \| \| 2 \| \| Máté Valkusz \| 1 \| 2 \| 4 \| \| \| \| 2 \| \| Lukáš Rosol \| 6 \| 6 \| 6 \| \| \| \| 3 \| \| Gábor Borsos / Péter Nagy \| 3 \| 4 \| 6 \| 6 \| 6 \| \| 3 \| \| Roman Jebavý / Lukáš Rosol \| 6 \| 6 \| 1 \| 2 \| 4 \| \| 4 \| \| Máté Valkusz \| 7 \| 3 \| 2 \| 4 \| \| \| 4 \| \| Jiří Veselý \| 64 \| 6 \| 6 \| 6 \| \| \| 5 \| \| Zsombor Piros \| 4 \| 6 \| 3 \| \| \| \| 5 \| \| Lukáš Rosol \| 6 \| 78 \| 6 \| \| \| |                            |                            |    |    |                 |                            |   |
| 1 | Bandera de Hungría         | Zsombor Piros              | 3  | 6  | 4               | 7                          | 7 |
| 1 | Bandera de República Checa | Jiří Veselý                | 6  | 4  | 6               | 63                         | 5 |
| 2 | Bandera de Hungría         | Máté Valkusz               | 1  | 2  | 4               |                            |   |
| 2 | Bandera de República Checa | Lukáš Rosol                | 6  | 6  | 6               |                            |   |
| 3 | Bandera de Hungría         | Gábor Borsos / Péter Nagy  | 3  | 4  | 6               | 6                          | 6 |
| 3 | Bandera de República Checa | Roman Jebavý / Lukáš Rosol | 6  | 6  | 1               | 2                          | 4 |
| 4 | Bandera de Hungría         | Máté Valkusz               | 7  | 3  | 2               | 4                          |   |
| 4 | Bandera de República Checa | Jiří Veselý                | 64 | 6  | 6               | 6                          |   |
| 5 | Bandera de Hungría         | Zsombor Piros              | 4  | 6  | 3               |                            |   |
| 5 | Bandera de República Checa | Lukáš Rosol                | 6  | 78 | 6               |                            |   |

| | Bandera de Japón                | Japón                             | 4      | 0 | Bosnia y Herzegovina | Bandera de Bosnia y Herzegovina |  |
| --- | ------------------------------- | --------------------------------- | ------ | - | -------------------- | ------------------------------- |  |
| ITC Utsubo Tennis Center, Osaka, Japón 14 al 16 de septiembre de 2018 (Dura) |                                 |                                   |        |   |                      |                                 |  |
| \| 1 \| \| Taro Daniel \| 6 \| 6 \| 7 \| \| \| \| 1 \| \| Tomislav Brkić \| 4 \| 2 \| 63 \| \| \| \| 2 \| \| Yoshihito Nishioka \| 6 \| 6 \| 6 \| \| \| \| 2 \| \| Mirza Bašić \| 4 \| 3 \| 3 \| \| \| \| 3 \| \| Ben McLachlan / Yasutaka Uchiyama \| 6 \| 6 \| 6 \| \| \| \| 3 \| \| Tomislav Brkić / Nerman Fatić \| 2 \| 4 \| 4 \| \| \| \| 4 \| \| Yosuke Watanuki \| 6 \| 6 \| \| \| \| \| 4 \| \| Darko Bojanovic \| 1 \| 3 \| \| \| \| \| 5 \| \| Yoshihito Nishioka \| No \| \| \| \| \| \| 5 \| \| Tomislav Brkić \| jugado \| \| \| \| \| |                                 |                                   |        |   |                      |                                 |  |
| 1 | Bandera de Japón                | Taro Daniel                       | 6      | 6 | 7                    |                                 |  |
| 1 | Bandera de Bosnia y Herzegovina | Tomislav Brkić                    | 4      | 2 | 63                   |                                 |  |
| 2 | Bandera de Japón                | Yoshihito Nishioka                | 6      | 6 | 6                    |                                 |  |
| 2 | Bandera de Bosnia y Herzegovina | Mirza Bašić                       | 4      | 3 | 3                    |                                 |  |
| 3 | Bandera de Japón                | Ben McLachlan / Yasutaka Uchiyama | 6      | 6 | 6                    |                                 |  |
| 3 | Bandera de Bosnia y Herzegovina | Tomislav Brkić / Nerman Fatić     | 2      | 4 | 4                    |                                 |  |
| 4 | Bandera de Japón                | Yosuke Watanuki                   | 6      | 6 |                      |                                 |  |
| 4 | Bandera de Bosnia y Herzegovina | Darko Bojanovic                   | 1      | 3 |                      |                                 |  |
| 5 | Bandera de Japón                | Yoshihito Nishioka                | No     |   |                      |                                 |  |
| 5 | Bandera de Bosnia y Herzegovina | Tomislav Brkić                    | jugado |   |                      |                                 |  |

## Grupos regionales

### América
| Zona americana    | Zona americana    | Zona americana | Zona americana | Zona americana | Zona americana | Zona americana  | Zona americana | Zona americana | Zona americana | Zona americana |
| Grupo 1           | Grupo 1           | Grupo 1        | Grupo 1        | Grupo 1        | Grupo 1        | Grupo 1         | Grupo 1        | Grupo 1        | Grupo 1        | Grupo 1        |
| Argentina         | Barbados          | Brasil         | Chile          | Colombia       | Ecuador        | Rep. Dominicana | -              |                |                |                |
| Grupo 2           | Grupo 2           | Grupo 2        | Grupo 2        | Grupo 2        | Grupo 2        | Grupo 2         | Grupo 2        | Grupo 2        | Grupo 2        | Grupo 2        |
| Bolivia           | El Salvador       | Guatemala      | México         | Perú           | Puerto Rico    | Uruguay         | Venezuela      |                |                |                |
| Grupo 3           | Grupo 3           | Grupo 3        | Grupo 3        | Grupo 3        | Grupo 3        | Grupo 3         | Grupo 3        | Grupo 3        | Grupo 3        | Grupo 3        |
| Antigua y Barbuda | Bahamas           | Bermudas       | Costa Rica     | Cuba           | Honduras       | Jamaica         | Panamá         |                |                |                |
| Paraguay          | Trinidad y Tobago | -              | -              | -              | -              | -               | -              |                |                |                |
| ----------------- | ----------------- | -------------- | -------------- | -------------- | -------------- | --------------- | -------------- | -------------- | -------------- | -------------- |

### Asia y Oceanía
| Zona asiática/oceánica | Zona asiática/oceánica | Zona asiática/oceánica | Zona asiática/oceánica | Zona asiática/oceánica | Zona asiática/oceánica | Zona asiática/oceánica | Zona asiática/oceánica | Zona asiática/oceánica | Zona asiática/oceánica | Zona asiática/oceánica |
| Grupo 1                | Grupo 1                | Grupo 1                | Grupo 1                | Grupo 1                | Grupo 1                | Grupo 1                | Grupo 1                | Grupo 1                | Grupo 1                | Grupo 1                |
| China                  | Corea del Sur          | India                  | Nueva Zelanda          | Pakistán               | Uzbekistán             | -                      | -                      |                        |                        |                        |
| Grupo 2                | Grupo 2                | Grupo 2                | Grupo 2                | Grupo 2                | Grupo 2                | Grupo 2                | Grupo 2                | Grupo 2                | Grupo 2                | Grupo 2                |
| China Taipéi           | Filipinas              | Hong Kong              | Indonesia              | Irán                   | Líbano                 | Siria                  | Tailandia              |                        |                        |                        |
| Grupo 3                | Grupo 3                | Grupo 3                | Grupo 3                | Grupo 3                | Grupo 3                | Grupo 3                | Grupo 3                | Grupo 3                | Grupo 3                | Grupo 3                |
| Arabia Saudita         | Camboya                | Catar                  | Islas del Pacífico     | Jordania               | Kuwait                 | Malasia                | Sri Lanka              |                        |                        |                        |
| Vietnam                | -                      | -                      | -                      | -                      | -                      | -                      | -                      |                        |                        |                        |
| Grupo 4                | Grupo 4                | Grupo 4                | Grupo 4                | Grupo 4                | Grupo 4                | Grupo 4                | Grupo 4                | Grupo 4                | Grupo 4                | Grupo 4                |
| Bangladés              | Baréin                 | Birmania               | Emiratos Árabes Unidos | Guam                   | Irak                   | Kirguistán             | Mongolia               |                        |                        |                        |
| Omán                   | Singapur               | Tayikistán             | Turkmenistán           | -                      | -                      | -                      | -                      |                        |                        |                        |
| ---------------------- | ---------------------- | ---------------------- | ---------------------- | ---------------------- | ---------------------- | ---------------------- | ---------------------- | ---------------------- | ---------------------- | ---------------------- |

### Europa y África
| Zona europea/africana | Zona europea/africana | Zona europea/africana | Zona europea/africana | Zona europea/africana | Zona europea/africana | Zona europea/africana | Zona europea/africana | Zona europea/africana | Zona europea/africana | Zona europea/africana |
| Grupo 1               | Grupo 1               | Grupo 1               | Grupo 1               | Grupo 1               | Grupo 1               | Grupo 1               | Grupo 1               | Grupo 1               | Grupo 1               | Grupo 1               |
| Austria               | Bielorrusia           | Bosnia y Herzegovina  | Eslovaquia            | Israel                | Portugal              | República Checa       | Rusia                 |                       |                       |                       |
| Sudáfrica             | Suecia                | Ucrania               | -                     | -                     | -                     | -                     | -                     |                       |                       |                       |
| Grupo 2               | Grupo 2               | Grupo 2               | Grupo 2               | Grupo 2               | Grupo 2               | Grupo 2               | Grupo 2               | Grupo 2               | Grupo 2               | Grupo 2               |
| Dinamarca             | Egipto                | Eslovenia             | Estonia               | Finlandia             | Georgia               | Irlanda               | Lituania              |                       |                       |                       |
| Luxemburgo            | Marruecos             | Noruega               | Polonia               | Rumania               | Túnez                 | Turquía               | Zimbabue              |                       |                       |                       |
| Grupo 3 (Europa)      | Grupo 3 (Europa)      | Grupo 3 (Europa)      | Grupo 3 (Europa)      | Grupo 3 (Europa)      | Grupo 3 (Europa)      | Grupo 3 (Europa)      | Grupo 3 (Europa)      | Grupo 3 (Europa)      | Grupo 3 (Europa)      | Grupo 3 (Europa)      |
| Albania               | Andorra               | Armenia               | Bulgaria              | Chipre                | Grecia                | Islandia              | Kosovo                |                       |                       |                       |
| Letonia               | Liechtenstein         | Macedonia             | Malta                 | Moldavia              | Mónaco                | Montenegro            | San Marino            |                       |                       |                       |
| Grupo 3 (África)      | Grupo 3 (África)      | Grupo 3 (África)      | Grupo 3 (África)      | Grupo 3 (África)      | Grupo 3 (África)      | Grupo 3 (África)      | Grupo 3 (África)      | Grupo 3 (África)      | Grupo 3 (África)      | Grupo 3 (África)      |
| Angola                | Argelia               | Benín                 | Botsuana              | Camerún               | Ghana                 | Kenia                 | Libia                 |                       |                       |                       |
| Madagascar            | Mozambique            | Namibia               | Nigeria               | Ruanda                | Uganda                |                       |                       |                       |                       |                       |
| --------------------- | --------------------- | --------------------- | --------------------- | --------------------- | --------------------- | --------------------- | --------------------- | --------------------- | --------------------- | --------------------- |